# Xã hội hậu công nghiệp

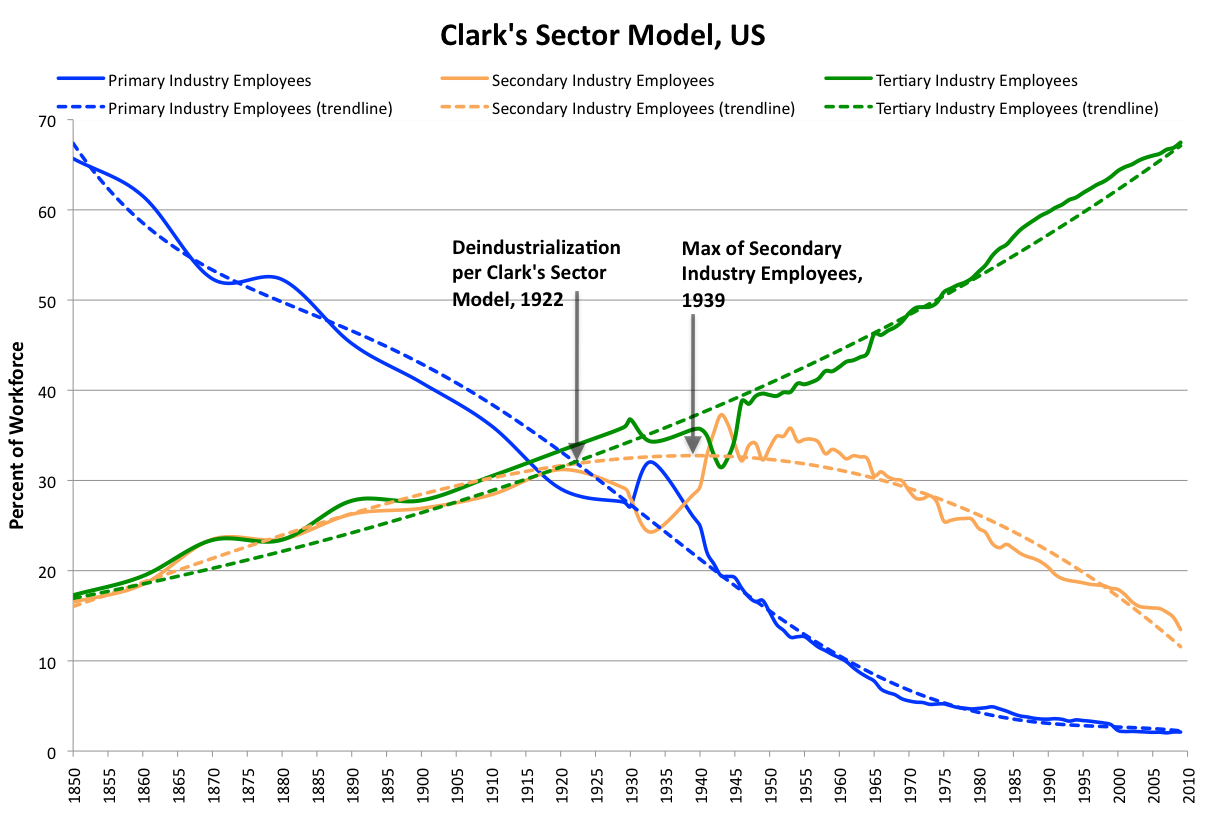
Mô hình khu vực của Clark cho nền kinh tế Hoa Kỳ 1850-2009

Trong xã hội học, xã hội hậu công nghiệp là giai đoạn phát triển của xã hội khi khu vực dịch vụ tạo ra nhiều của cải hơn khu vực sản xuất của nền kinh tế.
Thuật ngữ này có nguồn gốc từ Alain Touraine và liên quan chặt chẽ đến các cấu trúc lý thuyết xã hội học tương tự như chủ nghĩa hậu Ford, xã hội thông tin, kinh tế tri thức, kinh tế hậu công nghiệp, hiện đại hóa mềm dẻo và xã hội mạng. Tất cả chúng có thể được sử dụng trong các ngành kinh tế hoặc khoa học xã hội như một nền tảng lý thuyết chung trong thiết kế nghiên cứu.
Khi thuật ngữ này được sử dụng, một vài chủ đề phổ biến, bao gồm những chủ đề dưới đây đã bắt đầu xuất hiện.
1. Nền kinh tế trải qua quá trình chuyển đổi từ sản xuất hàng hóa sang cung cấp dịch vụ.
2. Kiến thức trở thành một hình thức vốn có giá trị; Xem vốn nhân lực.
3. Sản xuất ý tưởng là cách chính để phát triển nền kinh tế.
4. Thông qua các quá trình toàn cầu hóa và tự động hóa, giá trị và tầm quan trọng đối với nền kinh tế của cổ cồn xanh, công việc liên hiệp, bao gồm cả lao động thủ công (ví dụ, công việc dây chuyền lắp ráp) và những người lao động chuyên nghiệp (ví dụ, các nhà khoa học, chuyên gia công nghiệp sáng tạo, và các chuyên gia CNTT) tăng trưởng về giá trị và sự phổ biến.
5. Khoa học hành vi và thông tin và công nghệ được phát triển và thực hiện. (ví dụ, kinh tế học hành vi, kiến trúc thông tin, điều khiển học, lý thuyết trò chơi và lý thuyết thông tin.)